# Себольяти
Себольяти (исп. Cebollatí) — населённый пункт на востоке Уругвая, на крайнем севере департамента Роча.

## География
Расположен в 64 км к северо-востоку от города Ласкано и в 14 км к западу от лагуны Лагоа-Мирин, на южном берегу реки Себольяти. Через населённый пункт проходит автомобильная дорога № 15. Абсолютная высота — 3 метра над уровнем моря.

## История
28 октября 1919 года получил статус села (Pueblo).

## Население
Население по данным на 2011 год составляет 1609 человек.
| Год  | Население |
| ---- | --------- |
| 1908 | 3049      |
| 1963 | 1273      |
| 1975 | 1459      |
| 1985 | 1115      |
| 1996 | 1490      |
| 2004 | 1490      |
| 2011 | 1609      |

Источник: Instituto Nacional de Estadística de Uruguay